# Peromyscus guatemalensis
Peromyscus guatemalensis är en däggdjursart som beskrevs av Clinton Hart Merriam 1898. Peromyscus guatemalensis ingår i släktet hjortråttor, och familjen hamsterartade gnagare. IUCN kategoriserar arten globalt som livskraftig. Inga underarter finns listade i Catalogue of Life.
Arten blir 12,4 till 13,9 cm lång (huvud och bål), har en 12,5 till 15,4 cm lång svans och väger 40 till 68 g. Bakfötterna är 2,9 till 3,2 cm långa och öronen är 2,2 till 2,5 cm stora. På ovansidans topp förekommer svartbrun päls och kroppens sidor är gråbruna till ockra. Undersidan är täckt av ljusbrun till vit päls. Huvudet kännetecknas av en tydlig svart ring kring ögonen. Peromyscus guatemalensis kan ha en helt mörk svans eller en svans där undersidan är tydlig ljusare. Fötterna ovansida är mörk och tårna är vitaktiga.
Denna gnagare förekommer i nordvästra Guatemala och i angränsande regioner av Mexiko. Den lever i bergstrakter mellan 1300 och 3000 meter över havet. Peromyscus guatemalensis vistas i fuktiga bergsskogar och den går främst på marken. Sällan klättrar den på omkullkastade träd eller i den låga växtligheten.
Exemplar i fångenskap trummar ofta med framtassarna på marken.